# Бжозувко
Бжозувко (пол. Brzozówko, нім. Birkenhöhe) — село в Польщі, у гміні Будри Венґожевського повіту Вармінсько-Мазурського воєводства.
Населення — 49 осіб (2011).
У 1975-1998 роках село належало до Сувальського воєводства.

## Демографія
Демографічна структура станом на 31 березня 2011 року:
|          | Загалом | Допрацездатний вік | Працездатний вік | Постпрацездатний вік |
| -------- | ------- | ------------------ | ---------------- | -------------------- |
| Чоловіки | 24      | 7                  | 16               | 1                    |
| Жінки    | 25      | 4                  | 12               | 9                    |
| Разом    | 49      | 11                 | 28               | 10                   |